# U 77
U 77 byla německá ponorka typu VIIC postavena v průběhu druhé světové války pro německé válečné námořnictvo.

## Konstrukce
Typ VIIC byla delší a těžší než předchozí ponorky typu VIIB. Na hladině měla výtlak 769 t, při ponoření 871 t. Ponor byl 4,7 m, výška 9,6 m. Pohon tvořily dva šesti válcové dieselové motory MAN M 6 V 40/46 o celkovém výkonu 2 800–3 200 hp (2 100–2 400 kW) k pohonu na hladině a dobíjení baterií (2 × 62 o celkové hmotnosti 61,996 t). K plavbě pod vodu sloužily dva elektromotory Brown, Boveri & Cie GG UB 720/8 o celkovém výkonu 750 hp (550 kW). Dvě lodní hřídele poháněly ponorku pomocí lodních šroubů o průměru 1,23 m. Mohla se potopit a plout v hloubce 100 m (konstrukční hloubka), případně v hloubce 165 m, maximálně až do 230 m pod hladinu moře. Rychlost ponoru byla 25–30 sekund. Její maximální rychlost byla 18,2 uzlů (33,7 km/h) na hladině a 7,3 uzlů (13,5 km/h) pod hladinou. Dosah byl 8 500 nm (15 700 km) při rychlosti 10 uzlů (19 km/h), pod vodou při rychlosti 4 uzly (7,4 km/h) urazila 80 nm (150 km).

## Historie služby
Ponorka U 77 byla objednána 25. ledna 1939 v loděnicích Vegesacker Werft (Bremer Vulkan) v Bremen-Vegesack pod výrobním číslem 005. Výroba byla zahájená položením kýlu 28. března 1940. Na vodu byla spuštěna 23. listopadu 1940. Do služby byla zařazena 18. ledna 1941 po velením námořního poručíka Heinricha Schondera.

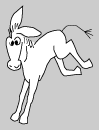

Ponorka měla na věži znak 29. ponorkové flotily dozadu kopajícího osla.
Od 18. ledna do 30. dubna 1941 patřila 7. ponorkové flotile v Kielu jako cvičná ponorka. Po ukončení výcviku byla zařazena od 1. května 1941 do 31. prosince 1941 jako bojová ponorka 7. ponorkové flotile v Saint-Nazaire. Od 1. ledna 1942 až do 30. dubna 1942 byla zařazena jako bojová ponorka k 23. ponorkové flotile v Salamis a od 1. května až do svého potopení 28. března 1943 byla zařazena k 29. ponorkové flotile v La Spezia.

## Bojové plavby
Ponorka U 77 během své služby absolvovala jedenáct bojových plaveb a potopila patnáct lodí o celkové tonáži 32 236 BRT a poškodila čtyři lodě o tonáži 8 264 BRT a vážně poškodila jednu loď s 5 222 BRT, která byla vyřazena ze seznamu válečných lodí.

### První bojová plavba
Na první bojovou plavbu ponorka U 77 vyplula 29. května 1941 z ponorkové základny v Kielu a 7. července 1941 doplula na ponorkovou základnu v Saint-Nazaire. Během čtyřiceti denní bojové plavby v operačním prostoru v severní části Atlantského oceánu potopila tři lodi o celkové tonáži 11 725 BRT.
Britský parník Tresillian byl potopen torpédem a dělostřeleckou palbou. Byl zatížen balastem a plul z Imminghamu do Zálivu svatého Vavřince. Nebyly žádné ztráty, 46 osob přežilo. Britský parník Arakaka (meteorologická loď) byl potopen jedním torpédem. Zahynula celá osádka 45 osob. Řecký parník Anna Bulgaris byl potopen jedním torpédem. Byl na cestě ze Swansea do Montrealu.
| datum           | jméno         | příslušnost | tonáž [BRT] | konvoj |             | zdroj |
| --------------- | ------------- | ----------- | ----------- | ------ | ----------- | ----- |
| 13. června 1941 | Tresillian    | VB          | 2 603       |        | torpédována | [ 7 ] |
| 22. června 1941 | Arakaka       | VB          | 2 379       |        | torpédována | [ 7 ] |
| 25. června 1941 | Anna Bulgaris | Řecko       | 4 603       |        | torpédována | [ 7 ] |

### Druhá bojová plavba
Na druhou bojovou plavbu ponorka U 77 vyplula 2. srpna 1941 z ponorkové základny v Saint-Nazaire a 10. září 1941 se vrátila zpět. Během čtyřiceti denní plavby v operačním prostoru v severním Atlantiku, jihozápadně od Islandu a západně od Severního průlivu, nebyla potopena ani poškozena žádná loď.

### Třetí bojová plavba
Na třetí bojovou plavbu ponorka U 77 vyplula 11. října 1941 z ponorkové základny v Saint-Nazaire a 13. listopadu 1941 doplula na ponorkovou základnu v Lorientu. Během třiceti tří denní plavby v operačním prostoru v severním Atlantiku, jižně od Cape Farawell a východně od Newfoundlandu se zúčastnila vlčí smečky Reissewolf. Ve Vigu 8. listopadu 1941 doplnila 117 m³ paliva a proviant. Během této plavby nebyla potopena ani poškozena žádná loď.

### Čtvrtá bojová plavba
Na čtvrtou bojovou plavbu ponorka U 77 vyplula 10. prosince 1941 z ponorkové základny v Lorientu a 14. ledna 1942 doplula do Salamíny. Během třiceti pěti denní plavby proplula 16. prosince 1941 Gibraltarským průlivem a operovala v západní a východní části Středozemního moře. V Messině 19. prosince 1941 doplnila zásoby a odplula 19. prosince 1941. Byla potopena jedna loď o celkové tonáži 4 972 BRT a poškozen torpédoborec o 1 690 BRT.
Britský parník Empire Barracuda byl potopen jedním torpédem. Vezla 5 800 tun munice a další vojenské zboží z Gibraltaru přes Kapské Město do Suezu. Zahynulo 13 osob a 39 osob přežilo. Britský torpédoborec HMS Kimberley byl poškozen torpédem v prostoru u Tobruku. Poškozený torpédoborec byl odtažen k opravě nejdříve do Alexandrie a pak do Bombaje. Do služby se vrátil v lednu 1944.
| datum             | jméno            | příslušnost | tonáž [BRT] | konvoj |             | zdroj |
| ----------------- | ---------------- | ----------- | ----------- | ------ | ----------- | ----- |
| 15. prosince 1941 | Empire Barracuda | VB          | 4 972       | HG-76  | torpédována | [ 7 ] |
| 12. ledna 1942    | HMS Kimberley    | VB          | 1690        |        | poškozen    | [ 7 ] |

### Pátá bojová plavba
Na pátou bojovou plavbu ponorka U 77 vyplula 28. března 1942 ze Salamíny a vrátila se zpět 3. dubna 1942. Během sedmi denní plavby operovala ve východní části Středozemního moře a nepotopila ani poškodila žádnou loď. Severovýchodně od Sisi Barrani byla 1. dubna 1942 napadena letounem Fairey Swordfish 815. Squadrony FAA a byla těžce poškozena – nemohla se potápět. Dne 7. dubna 1942 se přesunula do Patry a 8. dubna 1942 do loděnice v La Spezia. Po opravě 6. června 1942 odplula do Messiny.

### Šestá bojová plavba
Na šestou bojovou plavbu ponorka U 77 vyplula z Messiny a 9. července 1942 ukončila bojovou plavbu a vrátila se do Salamíny. V průběhu plavby 17. června 1942 vplula do Salamíny k opravě a vyplula 23. června 1942. Dne 4. července 1942 byla ponorka U 77 neúspěšně napadena HMS Thrasher, britskou ponorkou třídy T. Během třiceti jedno denní operace ve východní části Středozemního moře potopila torpédoborec o celkové tonáži 1050 BRT, který doprovázel konvoj MW-11.
Britský torpédoborec HMS Grove byl severně od Sallumi potopen dvěma torpédy. Zahynulo 110 osob a 60 osob přežilo.
| datum           | jméno     | příslušnost | tonáž [BRT] | konvoj |            | zdroj |
| --------------- | --------- | ----------- | ----------- | ------ | ---------- | ----- |
| 12. června 1942 | HMS Grove | VB          | 1 050       | MW-11  | torpédován | [ 7 ] |

### Sedmá bojová plavba
Na sedmou bojovou plavbu ponorka U 77 vyplula 16. července 1942 ze Salamíny a 30. srpna 1942 vplula do Puly. Pro doplnění paliva se vrátila 21. srpna 1942 do Salamíny a vyplula 25. srpna 1942. Do Patrasu vplula 26. srpna 1941 a tentýž den odplula. Během této 41denní operace ve východní části Středozemního moře a u pobřeží Palestiny bylo dělostřeleckou palbou potopeno osm plachetnic o 730 BRT a jedna plachetnice o 155 BRT byla poškozena.
Palestinská plachetnice Ghazal byla potopena deseti dělostřeleckými ranami. Převážela 30 t krmiva pro kuřata do Mersinu. Nedošlo k žádným ztrátám na životech. Syrská plachetnice Toufic El Rahman byla potopena 25 dělostřeleckými ranami. Vezla neznámý náklad do Haify. Nedošlo k žádným ztrátám na životech. Egyptská plachetnice Fany byla potopena torpédem. Ve skutečnosti šlo o nehodu, torpédo mířilo na torpédoborec jej podplulo a zasáhlo plachetnici. Palestinská plachetnice Daniel byla potopena sedmi dělostřeleckými ranami. Převážela ropu na Kypr. Nedošlo k žádným ztrátám na životech. Egyptská plachetnice Ezzet byla potopena 35 dělostřeleckými ranami. Na palubě neměla žádný náklad a byla na cestě z Kypru do Latakie. Nedošlo k žádným ztrátám na životech. Egyptská plachetnice Adnan byla poškozena 28 dělostřeleckými ranami. Na palubě neměla žádný náklad. Byla na cestě z Kypru do Latakie. Nedošlo k žádným ztrátám na životech. Egyptská plachetnice Amina byla potopena 13 dělostřeleckými ranami. Vezla chalkopyrit do Alexandrie. Zahynula celá posádka. Palestinská plachetnice Kharouf byla potopena 19 dělostřeleckými ranami. Převážela ovoce, pivo, mastek a hotovost 1 150 liber do Bejrútu. Nedošlo k žádným ztrátám na životech. Egyptská plachetnice Ikbal byla potopena 16 dělostřeleckými ranami. Převážela různé zboží do Alexandrie. Nedošlo k žádným ztrátám na životech.
Na památku osmi potopených plachetnic nechal velitel Heinrich Schonder namalovat na hlaveň lodního děla osm kruhů.
| datum             | jméno            | příslušnost | tonáž [BRT] | konvoj |                                    | zdroj |
| ----------------- | ---------------- | ----------- | ----------- | ------ | ---------------------------------- | ----- |
| 22. července 1942 | Ghazal           | Palestina   | 41          |        | potopena deseti ranami z děla      | [ 7 ] |
| 24. července 1942 | Toufic El Rahman | Sýrie       | 30          |        | potopena 25ranami z děla           | [ 7 ] |
| 30. července 1942 | Fany             | Egyppt      | 43          |        | torpédována                        | [ 7 ] |
| 01. srpna 1942    | Daniel           | Palestina   | 80          |        | potopena sedmi ranami z děla       | [ 7 ] |
| 6. srpna 1942     | Ezzet            | Egypt       | 158         |        | potopena 35ranami z děla           | [ 7 ] |
| 6. srpna 1942     | Adnan            | Egypt       | 155         |        | poškozena 28ranami z děla          | [ 7 ] |
| 7. srpna 1942     | Amina            | Egypt       | 87          |        | potopena třinácti ranami z děla    | [ 7 ] |
| 10. srpna 1942    | Kharouf          | Palestina   | 158         |        | potopena devatenácti ranami z děla | [ 7 ] |
| 16. srpna 1942    | Ikbal            | Egypt       | 176         |        | potopena šestnácti ranami z děla   | [ 7 ] |

### Osmá bojová plavba
Na osmou bojovou plavbu ponorky U 77 vyplula 12. října 1942 z Puly a 1. listopadu 1942 se vrátila do La Spezia. V období 29. – 30. října 1942 doplnila palivo v Messině. Během dvaceti denní operace ve východní části Středozemního moře potopila jednu plachetnici o celkové tonáži 18 BRT.
Syrská plachetnice Mahrous byla potopena osmi dělostřeleckými ranami. Vezla neznámý náklad do Famagusty. Nedošlo k žádným ztrátám na životech.
| datum          | jméno   | příslušnost | tonáž [BRT] | konvoj |                             | zdroj |
| -------------- | ------- | ----------- | ----------- | ------ | --------------------------- | ----- |
| 20. října 1942 | Mahrous | Sýrie       | 18          |        | potopena osmi ranami z děla | [ 7 ] |

### Devátá bojová plavba
Na devátou bojovou plavbu ponorka U 77 vyplula 3. prosince 1942 z La Spezie a vrátila se zpět 5. prosince 1942. V období 21. – 22. listopadu 1942 doplnila zásoby v Cagliari. Během třiceti dvou denní operace v západní části Středozemního moře poškodila torpédem britskou dělovou šalupu HMS Stork o celkové tonáži 1 190 BRT. Severovýchodně od Alžíru byla 13. listopadu 1942 ponorka U 77 napadena korvetami HMS Lotus a HMS Poppy a lehce ji poškodily.
| datum              | jméno     | příslušnost | tonáž [BRT] | konvoj |           | zdroj |
| ------------------ | --------- | ----------- | ----------- | ------ | --------- | ----- |
| 12. listopadu 1942 | HMS Stork | VB          | 1 190       |        | poškozena | [ 7 ] |

### Desátá bojová plavba
Na desátou bojovou plavbu ponorka U 77 vyplula 26. ledna 1943 z La Spezie a vrátila se zpět 10. února 1943. Během patnácti denní operace v západní části Středozemního moře potopila dvě lodě o celkové tonáži 13 742 BRT.
Britský parník Empire Webster byl potopen dvěma torpédy. Jeho nákladem bylo 3 000 t uhlí, tanky, nákladní auta a vojenské vybavení. Parník směřoval z Glasgowa do Bony. Zahynuly čtyři osoby a 57 osob přežilo. Britský parník Empire Banner byl potopen dvěma torpédy. Vezl 3 800 t vojenského materiálu, tanků, nákladní automobily, byl na cestě z Penarthu do Bony. Nedošlo k žádným ztrátám na životech, 72 osob přežilo.
| datum         | jméno          | příslušnost | tonáž [BRT] | konvoj |             | zdroj |
| ------------- | -------------- | ----------- | ----------- | ------ | ----------- | ----- |
| 7. února 1943 | Empire Webster | VB          | 7 043       | KSM-8  | torpédována | [ 7 ] |
| 7. února 1943 | Empire Banner  | VB          | 6699        | KSM-8  | torpédována | [ 7 ] |

### Jedenáctá bojová plavba
Na jedenáctou bojovou plavbu ponorka U 77 vyplula 3. března 1943 z La Spezia do operačního prostoru západní části Středozemního moře na východ od Španělska, kde byla 28. března 1943 potopena. Během dvaceti pěti denní operace potopila jednu loď o celkové tonáži 5 222 BRT a jednu loď o celkové tonáži 5 229 BRT poškodila.
Britský parník Merchant Prince byl poškozen torpédem. Plul bez nákladu se zátěží balastu z Alžíru do Gibraltaru. Jedna osoba zahynula a 44 osob přežilo. Britský parník Hadleigh byl těžce poškozen torpédem a při pokusu jej odvléci se 18. března 1943 rozlomil a potopil. Dvě osoby zahynuly a 58 osob přežilo.
Podle posledních výzkumů (2014) ponorka U 77 těžce poškodila 26. března 1943 britský parník City of Perth o celkové tonáži 6 415 BRT. Při pokusu jej odvléci se 27. března 1943 potopil jižně od Cap Figalo v Alžíru. Původně potopení lodi bylo připisováno ponorce U 431.

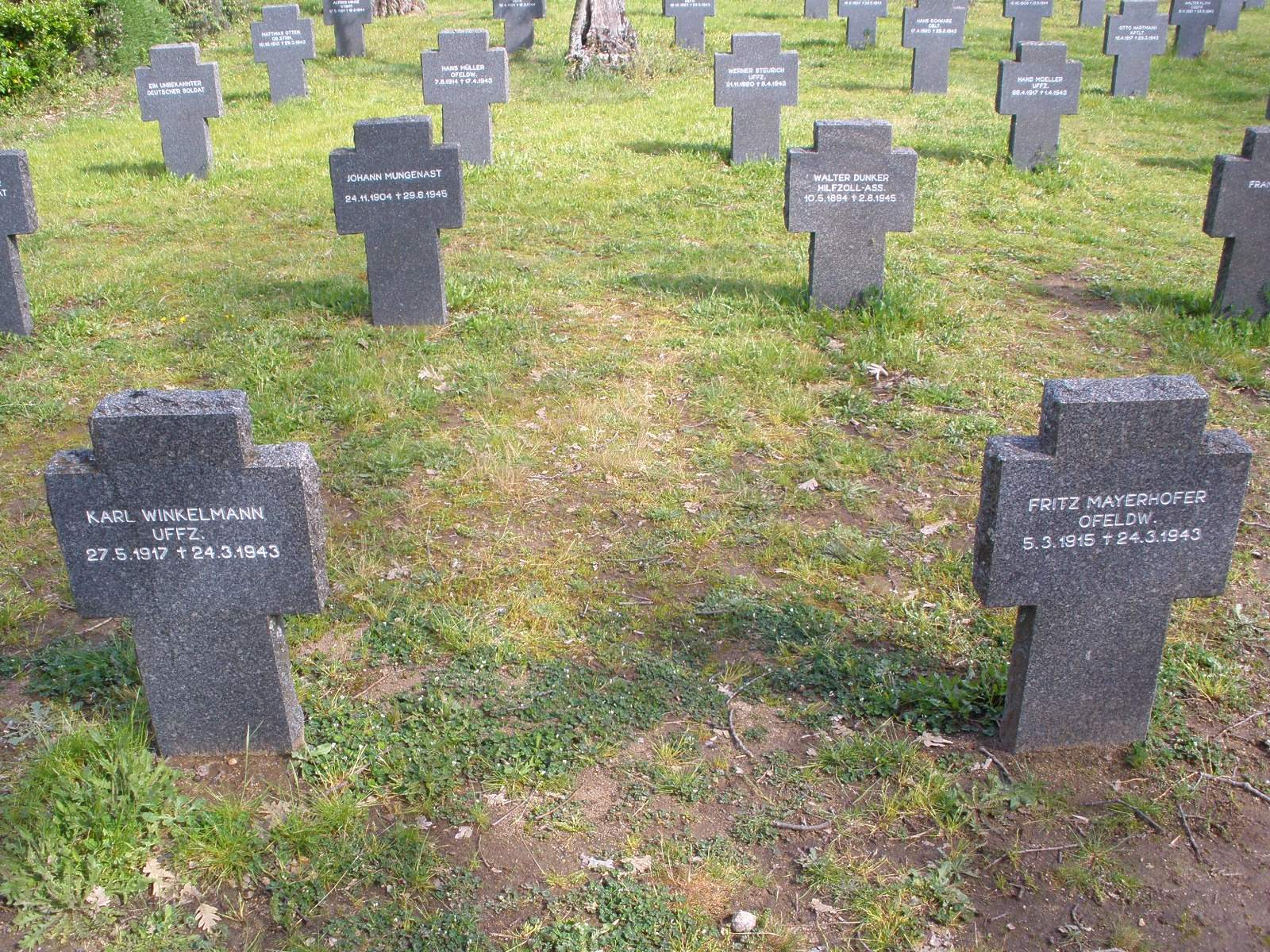
Německý vojenský hřbitov v Cuacos de Yuste. V popředí jsou hroby dvou členů posádky ponorky. V roce 1983 byli všichni němečtí vojáci a námořníci z 1. a 2. světové války pohřbení ve Španělsku exhumováni z hrobů a pohřbeni na tomto hřbitově. Těla ponorky U 77 byla ze hřbitova v Alicante převezena na místo posledního odpočinku v Cuacos.

| datum           | jméno           | příslušnost | tonáž [BRT] | konvoj |                      | zdroj |
| --------------- | --------------- | ----------- | ----------- | ------ | -------------------- | ----- |
| 16. března 1943 | Merchant Prince | VB          | 5 229       | ET-14  | poškozen, potopil se | [ 7 ] |
| 16. března 1943 | Hadleigh        | VB          | 5 222       | ET-14  | torpédována          | [ 7 ] |
| 26. března 1943 | City of Perth   | VB          | 6 415       | MKS-10 | poškozen, potopil se | [ 9 ] |

## Zánik
Dne 28. března na U-77 zaútočily dva britské Lockheed Hudson ze 48. a 233. Squadrony RAF, sídlící na Gibraltaru, které svrhly hlubinné nálože a U-77 těžce poškodily. Následujícího dne 29. března v 01:15 hodin Hartmann nařídil posádce opustit ponorku a potopil ji na pozici 37°42′ s. š. 00°10′ v. d. východně od Cartageny/Cape de Palos. Ze 47 členů posádky jich devět přežilo noc a byli vyzvednuti španělskými rybářskými čluny.

## Velitelé
| velení | velení          | velitel                 | poznámka                      |
| od | do              | velitel                 | poznámka                      |
| --- | --------------- | ----------------------- | ----------------------------- |
| 18. ledna 1941 | 2. září 1942    | Oblt. Heinrich Schonder | Rytířský kříž Železného kříže |
| 2. září 1941 | 28. března 1942 | Oblt. Otto Hartmann     | Železný kříž 1. stupně        |
| Zdroj: |                 |                         |                               |
| Kptlt. – Kapitanleutnant (námořní kapitán), Oblt – Oberleutnant zur See (námořní poručík), Lt – Leutnant zur See (námořní podporučík), Kkpt – Korvettenkapitän (korvetní kapitán) |                 |                         |                               |

## Vlčí smečky
Ponorka U 77 se zúčastnila šesti vlčích smeček:
- West (6. června 1941 – 20. června 1941)[11]

- Grönland (10. srpna 1941 – 23. srpna 1941)[12]
- Kurfürst (23. srpna 1941 – 2. září 1941)[13]
- Seewolf (2. září 1941 – 7. září 1941)[14]
- Reissewolf (21. říjen 1941 – 31. říjen 1941)[15]
- Störtebecker (15. listopad – 2. prosinec 1941)[16]